# Bugs Bunny in Double Trouble
Bugs Bunny in Double Trouble es un videojuego de plataformas fue desarrollado por Probe Entertainment Y Atod AB y publicado por Sega en 1996 para Mega Drive y Game Gear.